# 1948年ロンドンオリンピックの陸上競技
1948年ロンドンオリンピックの陸上競技（1948ねんロンドンオリンピックのりくじょうきょうぎ）は、1948年7月30日から8月7日までの競技日程で実施された。

## 概要
男子は4大会ぶりに10km競歩が行われ全24種目となり、女子は200m、走り幅跳び、砲丸投げが新たに追加され全9種目で争われた。

## 競技結果

### 男子
| 種目         | 金 | 金        | 銀                                                                                             | 銀        | 銅 | 銅        |
| ------------ | --- | --------- | ---------------------------------------------------------------------------------------------- | --------- | --- | --------- |
| 100m         | ハリソン・ディラード アメリカ合衆国 (USA)                                                                  | 10秒3     | バーニー・ユーウェル アメリカ合衆国 (USA)                                                      | 10秒4     | ロイド・ラビーチ パナマ (PAN)                                                                          | 10秒4     |
| 200m         | メル・パットン アメリカ合衆国 (USA)                                                                        | 21秒1     | バーニー・ユーウェル アメリカ合衆国 (USA)                                                      | 21秒1     | ロイド・ラビーチ パナマ (PAN)                                                                          | 21秒2     |
| 400m         | アーサー・ウィント ジャマイカ (JAM)                                                                        | 46秒2     | ハーブ・マッキンリー ジャマイカ (JAM)                                                          | 46秒4     | マルビン・ホイットフィールド アメリカ合衆国 (USA)                                                      | 46秒8     |
| 800m         | マルビン・ホイットフィールド アメリカ合衆国 (USA)                                                          | 1分49秒2  | アーサー・ウィント ジャマイカ (JAM)                                                            | 1分49秒5  | マルセル・アンセンヌ フランス (FRA)                                                                    | 1分49秒8  |
| 1500m        | ヘンリー・エリクソン スウェーデン (SWE)                                                                    | 3分49秒8  | レンナート・ストランド スウェーデン (SWE)                                                      | 3分50秒4  | ヴィム・スライクハイス オランダ (NED)                                                                  | 3分50秒4  |
| 5000m        | ガストン・レイフ ベルギー (BEL)                                                                            | 14分17秒6 | エミール・ザトペック チェコスロバキア (TCH)                                                    | 14分17秒8 | ヴィム・スライクハイス オランダ (NED)                                                                  | 14分26秒8 |
| 10000m       | エミール・ザトペック チェコスロバキア (TCH)                                                                | 29分59秒6 | アラン・ミムン フランス (FRA)                                                                  | 30分47秒4 | ベルティル・アルベルトソン スウェーデン (SWE)                                                          | 30分53秒6 |
| マラソン     | デルフォ・カブレラ アルゼンチン (ARG)                                                                      | 2:34:51   | トーマス・リチャーズ イギリス (GBR)                                                            | 2:35:07   | エティエンヌ・ガイイ ベルギー (BEL)                                                                    | 2:35:33   |
| 110mハードル | ウィリアム・ポーター アメリカ合衆国 (USA)                                                                  | 13秒9     | クライド・スコット アメリカ合衆国 (USA)                                                        | 14秒1     | クレイグ・ディクソン アメリカ合衆国 (USA)                                                              | 14秒1     |
| 400mハードル | ロイ・コクラン アメリカ合衆国 (USA)                                                                        | 51秒1     | ダンカン・ホワイト セイロン (CEY)                                                              | 51秒8     | ルネ・ラーション スウェーデン (SWE)                                                                    | 52秒2     |
| 3000m障害    | トーレ・ショーストランド スウェーデン (SWE)                                                                | 9分04秒6  | エリック・エルムセーター スウェーデン (SWE)                                                    | 9分08秒2  | イェテ・ハグストレム スウェーデン (SWE)                                                                | 9分07秒2  |
| 4x100mリレー | アメリカ合衆国 バーニー・ユーウェル ロレンゾ・ライト ハリソン・ディラード メル・パットン                   | 40秒6     | イギリス ジョン・アーチャー ジョン・グレゴリー アラスター・マッコーコデール ケネス・ジョーンズ | 41秒3     | イタリア ミケーレ・ティート エンリコ・ペルッコーニ アントーニオ・シッディ カルロ・モンティ             | 41秒5     |
| 4x400mリレー | アメリカ合衆国 アーサー・ハーンデン クリフォード・ブーアランド ロイ・コクラン マルビン・ホイットフィールド | 3分10秒4  | フランス ジャン・ケレベル フランソワ・シュウェッタ ロベール・シェフ・ドテル ジャック・リュニス | 3分14秒8  | スウェーデン クルト・ルンドクイスト ラーシュ・ヴォルフブラント フォルケ・アルネヴィク ルネ・ラーション | 3分16秒0  |
| 10km競歩     | ヨーン・ミカエルソン スウェーデン (SWE)                                                                    | 45分13秒2 | インゲマル・ヨハンソン スウェーデン (SWE)                                                      | 45分43秒8 | フリッツ・シュワブ スイス (SUI)                                                                        | 46分00秒2 |
| 50km競歩     | ヨーン・リュングレン スウェーデン (SWE)                                                                    | 4:41:52   | ガストン・ゴーデル スイス (SUI)                                                                | 4:48:17   | テッブス・ロイド＝ジョンソン イギリス (GBR)                                                            | 4:48:31   |
| 走幅跳       | ウィリー・スティール アメリカ合衆国 (USA)                                                                  | 7m82cm    | テオ・ブルース オーストラリア (AUS)                                                            | 7m68cm    | ハーブ・ダグラス アメリカ合衆国 (USA)                                                                  | 7m48cm    |
| 三段跳       | アルネ・オーマン スウェーデン (SWE)                                                                        | 15m40cm   | ジョージ・アヴェリー オーストラリア (AUS)                                                      | 15m36cm   | ルヒ・サルアルプ トルコ (TUR)                                                                          | 15m02cm   |
| 走高跳       | ジョン・ウィンター オーストラリア (AUS)                                                                    | 1m98cm    | ビヨルン・パウルソン ノルウェー (NOR)                                                          | 1m95cm    | ジョージ・スタニク アメリカ合衆国 (USA)                                                                | 1m95cm    |
| 棒高跳       | グイン・スミス アメリカ合衆国 (USA)                                                                        | 4m30cm    | エルッキ・カタヤ フィンランド (FIN)                                                            | 4m20cm    | ボブ・リチャーズ アメリカ合衆国 (USA)                                                                  | 4m20cm    |
| 砲丸投       | ウィルバー・トンプソン アメリカ合衆国 (USA)                                                                | 17m12cm   | ジム・ディラニー アメリカ合衆国 (USA)                                                          | 16m68cm   | ジム・フックス アメリカ合衆国 (USA)                                                                    | 16m42cm   |
| 円盤投       | アドルフォ・コンソリーニ イタリア (ITA)                                                                    | 52m78cm   | ジュゼッペ・トージ イタリア (ITA)                                                              | 51m78cm   | フォーチュン・ゴーディエン アメリカ合衆国 (USA)                                                        | 50m77cm   |
| ハンマー投   | イムレ・ネーメト ハンガリー (HUN)                                                                          | 56m07cm   | イヴァン・ガビジャン ユーゴスラビア (YUG)                                                      | 54m27cm   | ボブ・ベネット アメリカ合衆国 (USA)                                                                    | 53m73cm   |
| やり投       | タピオ・ラウタヴァーラ フィンランド (FIN)                                                                  | 69m77cm   | スティーブ・シーモア アメリカ合衆国 (USA)                                                      | 67m56cm   | ヨージェフ・バルセギ ハンガリー (HUN)                                                                  | 67m03cm   |
| 十種競技     | ボブ・マサイアス アメリカ合衆国 (USA)                                                                      | 7139点    | イニャス・ハインリヒ フランス (FRA)                                                            | 6974点    | フロイド・シモンズ アメリカ合衆国 (USA)                                                                | 6950点    |

### 女子
| 種目         | 金 | 金      | 銀 | 銀      | 銅                                                                                         | 銅      |
| ------------ | --- | ------- | --- | ------- | ------------------------------------------------------------------------------------------ | ------- |
| 100m         | フランシナ・ブランカース＝クン オランダ (NED)                                                                                                  | 11秒9   | ドロシー・マンレイ イギリス (GBR)                                                                                        | 12秒2   | シャーリー・ストリックランド・デ・ラ・ハンティ オーストラリア (AUS)                        | 12秒2   |
| 200m         | フランシナ・ブランカース＝クン オランダ (NED)                                                                                                  | 24秒4   | オードリー・ウィリアムソン イギリス (GBR)                                                                                | 25秒1   | オードリー・パターソン アメリカ合衆国 (USA)                                                | 25秒2   |
| 80mハードル  | フランシナ・ブランカース＝クン オランダ (NED)                                                                                                  | 11秒2   | モーリン・ガードナー イギリス (GBR)                                                                                      | 11秒2   | シャーリー・ストリックランド・デ・ラ・ハンティ オーストラリア (AUS)                        | 11秒4   |
| 4x100mリレー | オランダ セニア・スタット＝デ・ヨング ネッティ・ヴィツィエール＝ティメール ヘルタ・ファン・デル・カデ＝クデイス フランシナ・ブランカース＝クン | 47秒5   | オーストラリア シャーリー・ストリックランド・デ・ラ・ハンティ ジューン・マストン エリザベス・マッキノン ジョイス・キング | 47秒6   | カナダ ヴィオラ・マイヤーズ ナンシー・マッケイ ダイアン・フォスター パトリシア・ジョーンズ | 47秒8   |
| 走高跳       | アリス・コーチマン アメリカ合衆国 (USA) | 1秒68 m | ドロシー・オーダム イギリス (GBR)                                                                                        | 1秒68 m | ミシュリーヌ・オステルメイヤー フランス (FRA)                                              | 1秒61 m |
| 走幅跳       | ジャルマチ・オルガ ハンガリー (HUN) | 5m69cm  | ノエミ・シモネット アルゼンチン (ARG)                                                                                    | 5m60cm  | アン＝ブリット・レイマン スウェーデン (SWE)                                                | 5m57cm  |
| 砲丸投       | ミシュリーヌ・オステルメイヤー フランス (FRA)                                                                                                  | 13m75cm | アメリア・ピッチニーニ イタリア (ITA)                                                                                    | 13m09cm | イナ・シェーファー オーストリア (AUT)                                                      | 13m08cm |
| 円盤投       | ミシュリーヌ・オステルメイヤー フランス (FRA)                                                                                                  | 41m92cm | エデラ・ジェンティーレ イタリア (ITA)                                                                                    | 41m17cm | ジャクリーヌ・マズア フランス (FRA)                                                        | 40m47cm |
| やり投       | ヘルマ・バウマ オーストリア (AUT) | 45m57cm | カイサ・パルビアイネン フィンランド (FIN)                                                                                | 43m79cm | リリー・カールステット デンマーク (DEN)                                                    | 42m08cm |

## 各国メダル数
| 順 | 国・地域               | 金 | 銀 | 銅 | 計 |
| -- | ---------------------- | -- | -- | -- | -- |
| 1  | アメリカ合衆国 (USA)   | 12 | 5  | 10 | 27 |
| 2  | スウェーデン (SWE)     | 5  | 3  | 5  | 13 |
| 3  | オランダ (NED)         | 4  | 0  | 2  | 6  |
| 4  | フランス (FRA)         | 2  | 3  | 3  | 8  |
| 5  | ハンガリー (HUN)       | 2  | 0  | 1  | 3  |
| 6  | オーストラリア (AUS)   | 1  | 3  | 2  | 6  |
| 7  | イタリア (ITA)         | 1  | 3  | 1  | 5  |
| 8  | フィンランド (FIN)     | 1  | 2  | 0  | 3  |
| 8  | ジャマイカ (JAM)       | 1  | 2  | 0  | 3  |
| 10 | アルゼンチン (ARG)     | 1  | 1  | 0  | 2  |
| 10 | チェコスロバキア (TCH) | 1  | 1  | 0  | 2  |
| 12 | オーストリア (AUT)     | 1  | 0  | 1  | 2  |
| 12 | ベルギー (BEL)         | 1  | 0  | 1  | 2  |
| 14 | イギリス (GBR)         | 0  | 6  | 1  | 7  |
| 15 | スイス (SUI)           | 0  | 1  | 1  | 2  |
| 16 | セイロン (CEY)         | 0  | 1  | 0  | 1  |
| 16 | ノルウェー (NOR)       | 0  | 1  | 0  | 1  |
| 16 | ユーゴスラビア (YUG)   | 0  | 1  | 0  | 1  |
| 19 | パナマ (PAN)           | 0  | 0  | 2  | 2  |
| 20 | カナダ (CAN)           | 0  | 0  | 1  | 1  |
| 20 | デンマーク (DEN)       | 0  | 0  | 1  | 1  |
| 20 | トルコ (TUR)           | 0  | 0  | 1  | 1  |